# Xã Sugar Creek, Quận Barry, Missouri
Xã Sugar Creek (tiếng Anh: Sugar Creek Township) là một xã thuộc quận Barry, tiểu bang Missouri, Hoa Kỳ. Năm 2010, dân số của xã này là 1.851 người.